# Dotternhausen
Dotternhausen est une commune de Bade-Wurtemberg (Allemagne), située dans l'arrondissement de Zollernalb, dans la région Neckar-Alb, dans le district de Tübingen.